# Rafik Khachatryan

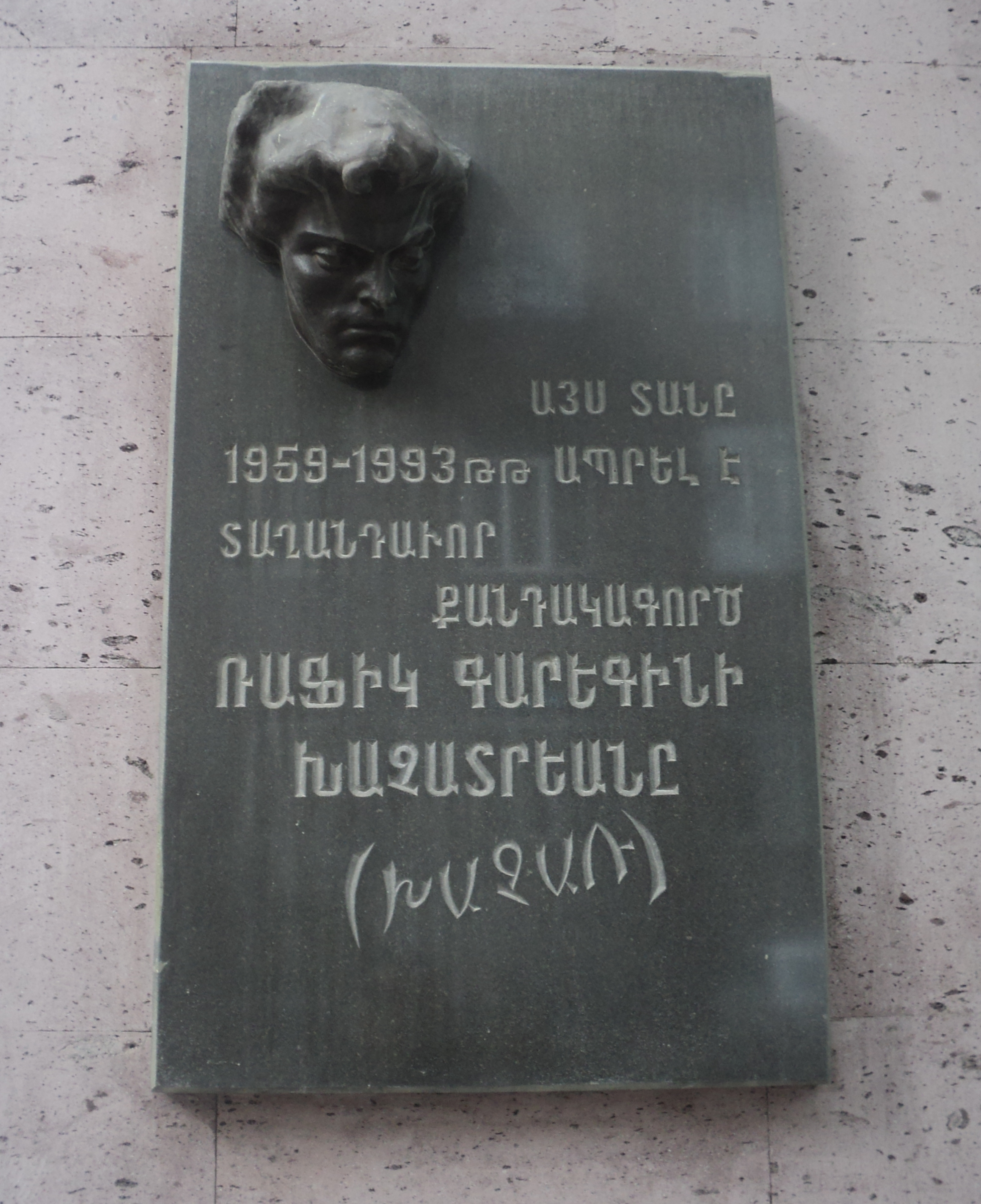
Memorial Plaque: Rafik Garegin Khachatryan (Khachar). Rua Início E.Kohbatsi. Yerevan, Armenia.

Rafik Khachatryan (7 de outubro de 1937 - 16 de janeiro de 1993) foi um escultor armênio.

## Biografia
Khachatryan era um descendente direto da casa de Daniel-Bek de Sassun (província de Sassun ou Sason da Armênia Ocidental) (segunda metade do século XVIII) e Khachatur-Bek de Mush (cidade de Mush da Armênia Ocidental) (primeira metade do século XIX século), e o pai de Garegin Khachatryan - um dos jovens heróis da Guerra de Libertação Nacional.
Ele se formou na Phanos Therlemzyan Art College (Yerevan) em 1966 e no Yerevan Art-Theatrical Institute (University) em 1971.

## Atividades
Khachatryan foi um participante e um ideólogo do movimento de libertação nacional armênio do século XX. Ele forneceu ajuda humanitária, materiais e outros meios para as tropas de autodefesa e para o povo de Nagorny Karabakh. Ele era um dos membros do Quartel-General do Exército da Independência da Armênia (Անկախության Բանակ) com Ashot Navasardyan, Andranik Margaryan, Hakobjan Tadevosyan, Movses Gorgisyan e outros patriotas da Armênia.
Khachatryan era membro dos Sindicatos das Artes da Armênia e da URSS desde 1976. Ele criou esculturas e complexos memoriais para os martirizados lutadores pela liberdade.

## Trabalhos
Esculturas: "Alexander Spendiaryan" (1971, no Museum of Alexander Spendiaryan, Yerevan), "Spring" (1972), "The Soldier of the Victory" (1975), "Stepan Shahumyan" (1977, na State Art Gallery of Armenia ou Galeria Nacional da Armênia), "Maxim Gorky and Avetik Isahakyan" (1978, Museu da amizade armênio-russa, cidade de Abovyan, Armênia), "Komitas" (1978, museu da cidade de Yerevan), "Sarkis Lukashin (Srapionyan)" (1980, Galeria Nacional da Armênia), "The Armênia Lady" (1980), "Ode of the Peace" (1984), "Metalurgist-worker" (1985), "The Torch of the Revolution" (1987), "Paruyr Sevak", "Hovhannes Shiraz", Hovhannes Hayvazyan (Ivan Aivazovsky)", "Hovsep Shishmanyan (Tserents)", etc. Complexos memoriais: "Mãe Armênia" - dedicado à memória dos heróis da Segunda Guerra Mundial (1975, Harthavan), dedicado à memória dos heróis da Segunda Guerra Mundial (1982, Kathnaghpyur), fonte da fonte "Djangulum" (1975, Yerevan). Suas obras são exibidas em muitos países estrangeiros, incluindo Portugal, Bulgária, Romênia, República Tcheca, Eslováquia, e Alemanha.